# Норис Канјон (Калифорнија)
Норис Канјон (енгл. Norris Canyon) насељено је место без административног статуса у америчкој савезној држави Калифорнија.

## Демографија
По попису из 2010. године број становника је 957.
| Група             | 2000.    | 2010.       |
| Белци             | 0 (0,0%) | 458 (47,9%) |
| Афроамериканци    | 0 (0,0%) | 41 (4,3%)   |
| Азијати           | 0 (0,0%) | 372 (38,9%) |
| Хиспаноамериканци | 0 (0,0%) | 42 (4,4%)   |
| Укупно            | 0        | 957         |